# Guy Héraud
Pour les articles homonymes, voir Héraud.
Guy Héraud, né le 29 octobre 1920 à Avignon et mort le 28 décembre 2003 à Pau, est un homme politique et juriste français.
Professeur de droit public, il est candidat fédéraliste à l'élection présidentielle de 1974.

## Biographie
Docteur en droit (1945), Guy Héraud poursuit une carrière d'enseignant dans les universités de Strasbourg, Hanoï, puis Pau et pays de l'Adour.
Il est un des cofondateurs du Collège universitaire d'études fédéralistes d'Aoste (Val d'Aoste, le pays entre les monts) en 1961 où il enseigne tout comme à l'Institut européen des hautes études internationales de Nice.
Il fonde en 1971 le parti fédéraliste européen, affilié à l'Internationale fédéraliste, qui présente en 1973 des candidats aux élections législatives et cantonales, à partir de ses sections régionales (Alsace, Franche-Comté, Gascogne, Catalogne, Savoie) et en Bretagne,.
Il se présente à l'élection présidentielle française de 1974 en tant que candidat fédéraliste européen, opposé au centralisme, défenseur et porte-voix des minorités ethniques en France comme dans l'ensemble européen. Se trouvant en concurrence avec un autre candidat fédéraliste, Jean-Claude Sebag, il obtient 19 255 voix, soit 0,08 % des suffrages au 1er tour, ce qui représente le score le plus bas jamais obtenu en France par un candidat à l'élection présidentielle sous la Ve République.
D'un tempérament passionné et volontiers pamphlétaire, il soutient ses thèses avec une ferveur qui attise la polémique. Auteur prolifique, un des penseurs de l'ethnisme avec François Fontan, Guy Héraud n’a de cesse au cours de sa vie de promouvoir le droit à l’autodétermination et les principes du fédéralisme, avec notamment Alexandre Marc.
Il défend un socialisme autogestionnaire.
Il a appartenu au comité de patronage de Nouvelle École.

## Résultats électoraux
| Élection                        | Parti                      | Voix   | %    |
| ------------------------------- | -------------------------- | ------ | ---- |
| Élection présidentielle de 1974 | Parti fédéraliste européen | 19 255 | 0,08 |

## Ouvrages
- L’Europe des ethnies, Presses d’Europe, 1963
- Les principes du fédéralisme et la fédération européenne, Presses d’Europe, 1968
- Peuples et langues d’Europe, Denoël, 1968
- Fédéralisme et Communautés ethniques, Institut Jules Destrée, 1971